# Basipterini
Los basipterinos (Basipterini) son una  tribu de coleópteros polífagos crisomeloideos de la familia Cerambycidae.

## Géneros
Tiene los siguientes géneros:
- Basiptera Thomson, 1864
- Diastrophosternus Gounelle, 1911